# Sign o’ the Times
Sign o’ the Times (zapisywane także jako Sign 'O' the Times oraz Sign '☮' the Times) – dziewiąty album studyjny Prince’a, wydany 30 marca 1987 nakładem wytwórni Paisley Park oraz Warner Bros. Był to pierwszy album muzyka wydany po rozpadzie jego wspierającego zespołu The Revolution. Większość utworów na płycie zostało nagranych między 1986 a 1987 rokiem podczas sesji nagraniowych do trzech nowych płyt Prince’a – Dream Factory, Camille oraz Crystal Ball. Ostatecznie muzyk poszedł jednak na kompromis z naciskającymi przedstawicielami wytwórni i, selekcjonując utwory z niedokończonych projektów, wydał dwupłytowy album Sign o’ the Times.
Nagrywany w różnych studiach w Stanach Zjednoczonych i Paryżu, album zawiera gatunkową mieszankę R&B, funku, soulu, muzyki psychodelicznej oraz rocka. Lirycznie zaś zawieszony jest między zabarwionymi erotycznie, pozytywnymi utworami, a tymi bardziej melancholijnymi. Album wspierany był czterema singlami – promującym go tytułowym utworem, a także piosenkami „If I Was Your Girlfriend”, „U Got the Look” oraz „I Could Never Take the Place of Your Man”, które wydane zostały po albumie. Promocji albumu towarzyszył także film o tym samym tytule będący zapisem koncertu, na którym Prince zagrał utwory z płyty.
Sign o’ the Times uzyskał jednogłośne uznanie krytyków i powszechnie uważany jest za najwybitniejsze dokonanie muzyka, a także za jeden z najwybitniejszych albumów w historii muzyki popularnej. W corocznym głosowaniu dziennikarzy The Village Voice, „Pazz & Jop”, album został wybrany najlepszym wydawnictwem 1987 roku. Na liście 500 albumów wszech czasów dwutygodnika Rolling Stone, Sign o’ the Times zajmuje 45. miejsce. Z ponad czterema milionami sprzedanych na całym świecie egzemplarzy, jest to także jeden z najpopularniejszych albumów muzyka. W 2017 album wprowadzony został do Grammy Hall of Fame.
25 września 2020 wydano zremasterowaną wersję albumu, a także wersję Super Deluxe zawierającą niewydane do tej pory utwory, koncert w Utrechcie oraz książeczkę z komentarzami współpracowników Prince’a oraz ludźmi zainspirowanych tym albumem.

## Powstawanie
Między 1986 a 1987 rokiem Prince pracował nad trzema kolejnymi krążkami – Dream Factory, który powstawał przy wsparciu The Revolution przy szczególnym udziale Wendy i Lisy, Camille będący projektem, w którym Prince wcielił się w tytułowe żeńskie alter ego oraz Crystal Ball będący trzypłytowym projektem, sumującym nagrania z Dream Factory i Camille, dodając także nowe utwory. Prince wysłał projekt Crystal Ball do wytwórni Warner Bros., która jednak stanowczo odmówiła wydania trzypłytowego albumu.
Utwory śpiewane przez Camille powstawały przy użyciu urządzenia vari-speed, które pozwala zmieniać szbykość i tonację nagrywanych dźwięków; Prince tymże urządzeniem przyspieszał wokale w niektórych utworach, czego efektem był podniesiony, bardziej przypominający kobiecy, głos.

## Zawartość
Sign o’ the Times zawiera eklektyczną mieszankę stylistyk oraz tekstów. Otwiera go tytułowy utwór będący minimalistyczną, quasi-bluesową kompozycją, której tekst adresuje problemy ówczesnego społeczeństwa – epidemię AIDS, masowy problem z uzależnieniem od narkotyków, przestępczość wśród nastolatków oraz hipokryzję mediów kreujących fałszywą rzeczywistość. Kolejnym utworem poruszającym społeczną tematykę jest 14. na liście „The Cross” – ballada, w której autor, odwołując się do symbolu Krzyża, opisuje swoje przywiązanie do chrześcijaństwa i wiary w zbawienie. „Starfish and Coffee” z kolei jest psychodeliczno-popowym utworem opowiadającym historię autystycznej dziewczynki Cynthii Rose, która była znajomą ówczesnej partnerki Prince’a, Susannah Melvoin.
„If I Was Your Girlfriend” to zaczynająca się melodią marszu weselnego Mendelssohna, wyciszona, nasycona erotyką ballada, w której Prince występuje jako alter ego Camille, zadając fundamentalne pytania o związek i szczęście. „Slow Love” i „The Ballad of Dorothy Parker” to kolejne przykłady stonowanych ballad miłosnych, podobnie jak „Forever in My Life”, które kompozycyjnie jest hołdem ku zespołowi Sly and the Family Stone. Na przeciwnym biegunie pojawia się „Hot Thing” będące lubieżną, choć w dalszym ciągu poetycką power popową piosenką erotyczną, podobnie jak utwór „It” którego tytuł (po polsku 'to'), jest oczywistym odwołaniem do seksu. „I Could Never Take the Place of Your Man” to także piosenka, w której Prince wciela się w rolę uwodziciela, jednak w połowie zmienia się ona w jam session i charakterystyczne dla muzyka solo gitarowe. „Strange Relationship” to pozytywna i chwytliwa kompozycja, która paradoksalnie opowiada smutną historię dysfunkcyjnego związku.
„Housequake” to awangardowa kompozycja o imprezowaniu, której struktura przywodzi na myśl soulowe dokonania Jamesa Browna, a „U Got the Look”, z gościnnym śpiewem Sheeny Easton to kolejny przykład erotycznej piosenki o mocno funkowym zabarwieniu. W obu tych utworach Prince występował jako Camille. „Play in the Sunshine” to typowy dla Prince’a utwór eksplorujący motywy dobrej zabawy i afirmacji życia. „Adore” oraz „It's Gonna Be a Beautiful Night” to piosenki z dwóch różnych koncertów, dotyczące miłości oraz zabawy.

## Odbiór krytyczny
| AllMusic                                      | [ 37 ]           |
| BBC                                           | bardzo pozytywna |
| Entertainment Weekly                          | A                |
| The Guardian                                  | [ 9 ]            |
| Pitchfork                                     | 10/10            |
| Q                                             | [ 40 ]           |
| Robert Christgau (Christgau’s Consumer Guide) | A+               |
| Rolling Stone                                 | [ 20 ]           |

Sign o’ the Times uzyskało szerokie uznanie krytyki. Wielu dziennikarzy uznało album za najdojrzalszy w dotychczasowym katalogu Prince’a. Keith Harris z pisma Blender uznał album za arcydzieło pisząc, że „jeszcze nigdy ciekawość Prince’a co do kobiet nie zaprowadziła go w tak nieprzewidywalne zakątki”, wychwalając także szerokie spektrum gatunkowe obu płyt na albumie. W swojej recenzji dla The Village Voice Robert Christgau napisał „bez formalnego przełamania [...] jedynie najbardziej uzdolniony muzyk pop udowadniający jak wielkim jest skurwielem od początku do samego końca”. W końcoworocznym zestawieniu Village Voice „Pazz & Jop” Sign o' the Times przegłosowany został jako najlepszy album roku, a tytułowy utwór jako najlepszy singel. Na liście 500 albumów wszech czasów wg magazynu Rolling Stone, Sign o' the Times zajmuje 45. miejsce, a na podobnej liście magazynu NME 198. Z kolei Pitchfork umieścił album na 17. miejscu listy 200 najlepszych wydawnictw lat 80.

## Lista utworów
Wszystkie utwory autorstwa Prince’a z wyjątkiem „Starfish and Coffee” (Prince, Susannah Melvoin), „Slow Love” (Prince, Carole Davis) oraz „It's Gonna Be a Beautiful Night” (Prince, Doctor Fink, Eric Leeds).
1. „Sign o’ the Times” (4:57)
2. „Play in the Sunshine” (5:05)
3. „Housequake” (4:42)
4. „The Ballad of Dorothy Parker” (4:01)
5. „It” (5:09)
6. „Starfish and Coffee” (2:50)
7. „Slow Love” (4:22)
8. „Hot Thing (5:39)
9. „Forever in My Life” (3:30)
10. „U Got the Look” (razem z Sheeną Easton) (3:47)
11. „If I Was Your Girlfriend” (5:01)
12. „Strange Relationship” (4:01)
13. „I Could Never Take the Place of Your Man” (6:29)
14. „The Cross” (4:48)
15. „It's Gonna Be a Beautiful Night” (9:01)
16. „Adore” (6:30)

### Twórcy albumu
- Prince – śpiew, różne instrumenty
- Wendy Melvoin – gitara, śpiew wspierający (7), tamburyn i kongi (12, 15)
- Lisa Coleman – śpiew wspierający (7, 15), sitar, flet (12), keyboard (15)
- Sheila E. – perkusja, instrumenty perkusyjne (10, 15), śpiew wspierający (rap) (15)
- Dr. Fink – keyboard (15)
- Miko Weaver – gitara (15)
- Brown Mark – gitara basowa (15)
- Bobby Z. – perkusja (15)
- Eric Leeds – saksofon (3, 7, 8, 15, 16)
- Atlanta Bliss – trąbka (3, 7, 15, 16)
- Susannah Melvoin – wokal wspierający (2, 4, 6), wokal główny (15)
- Jill Jones – wokal (15)
- Sheena Easton – wokal wspierający (10)
- Clare Fischer – aranżacja na instrumenty smyczkowe
- 6000 wspaniałych Paryżan (widownia koncertu, podczas którego nagrano utwór „It's Gonna Be a Beautiful Night”)[45]